# Сільничка Франциска I

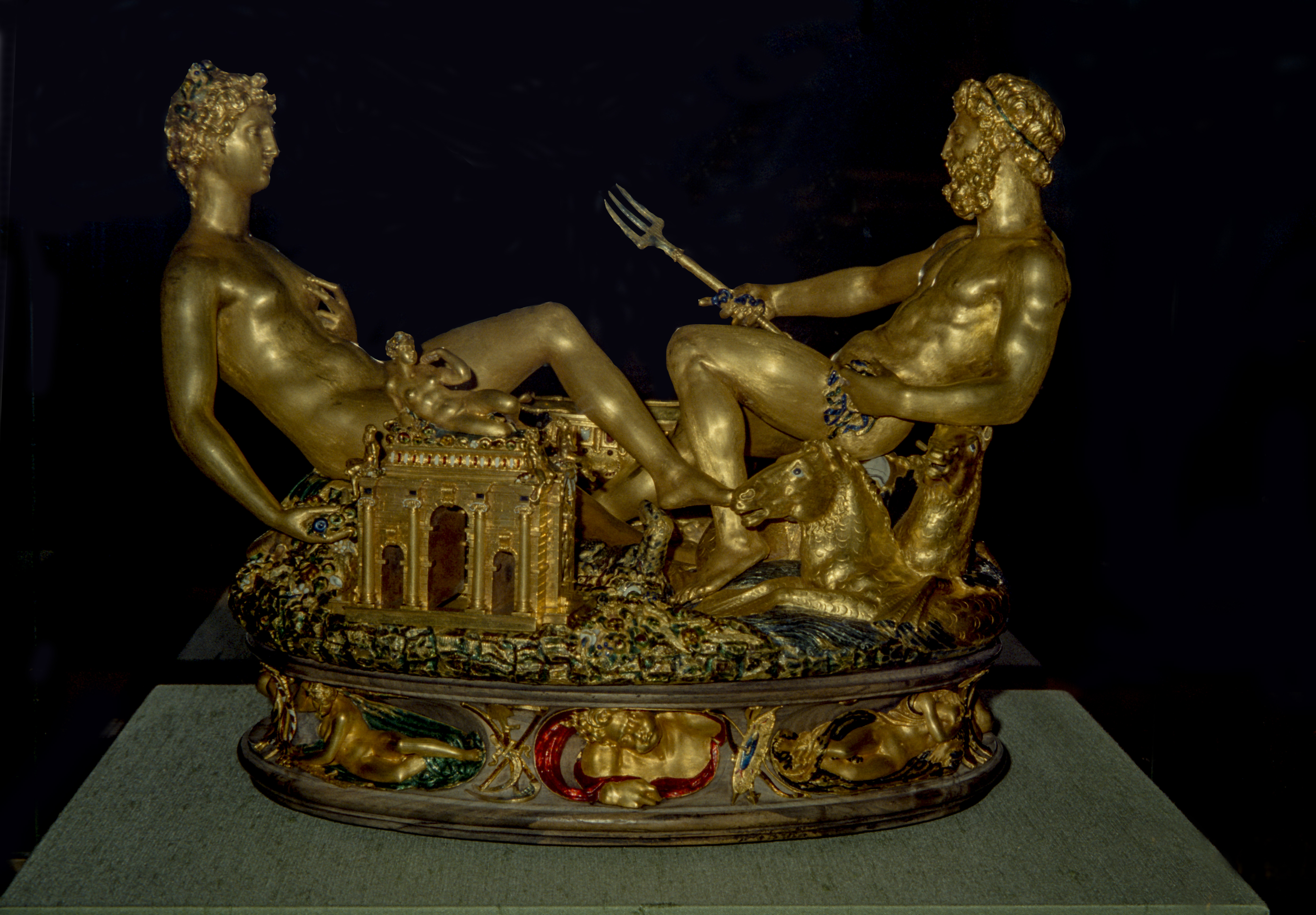
Сільничка французького короля Франциска І. Музей історії мистецтв, Відень

Сільничка Франциска І або Сальєра — уславлений зразок ювелірства відомого майстра доби італійського маньєризму Бенвенуто Челліні (1500—1571).

## Назва
Назва «сільничка» — це поширений переклад з італійської «Сальєра», що не зовсім точно. Бо ювелірний виріб має дві ємності, одну — для солі, іншу — для перцю. Остання розташована в маленькій золотій храмовій споруді поряд з алегоричною жіночою фігурою.

## Передісторія створення

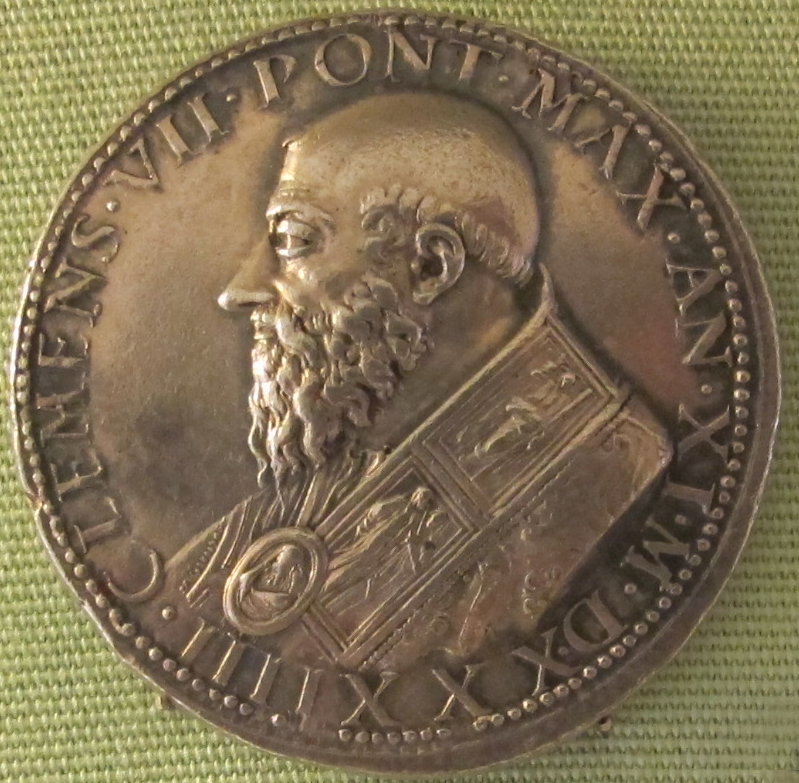
Челліні. Медаль на честь папи римського Клемента VII.

Бенвенуто Челліні народився в родині землевласника і майстра музичних інструментів. Батько сподівався, що і його другий син стане музикою або майстром музичних інструментів. Підліток рано виявив характер і подався в майстерню ювеліра Брандіні, де опановував малюнок і ювелірну справу.
Авантюрний, психопатичний характер Бенвенуто Челліні не сприяв спокійному життю. Молодик брав участь у постійних сварках з конкурентами, що закінчувались серйозними бійками. За участь в бійках з важкими наслідками в період 1516–1523 років його двічі виганяли з міста Флоренція як злочинця. Але його здібності і бажання родини Медичі демонструвати свою прихильність місцевим талантам дозволяли бандиткуватому молодику повертатися в рідне місто. На боці Челліні був Джуліо де Медичі (котрий пізніше став Папою Клементом VII), що надав йому амністію, а пізніше сприяв облаштуванню в Римі приблизно у 1523 р., воліючи мати там власного ювеліра-земляка.
Окрім ювелірної діяльності, він почав робити печатки. На цей час припадає зустріч Челліні із банкіром Порцио Кіджі, якого він дуже поважав та завдяки замовленням якого мав змогу відкрити власну майстерню. Порцио Кіджі стане одним з меценатів неспокійного майстра, що сварився навіть з папою римським. У будинку Кіджі (зараз Вілла Фарнезіна) Бенвенуто мав змогу вивчати уславлені фрески Рафаеля Санті, які мали могутній вплив на подальший художній розвиток митця. Рафаель мав величезний авторитет в художніх колах Риму, і Бенвенуто з цим авторитетом рахувався.
Навіть чума, що у 1525 році спіткала папську столицю і змушувала мешканців Риму покидати свої домівки, Челліні не торкнулася. Він скуповував за безцінь у працюючих на полях баварців-німців античні медальйони та коштовне каміння, які ті знаходили під час праці в землі. Метою купівель була майбутня спекуляція, перепродаж за більшу ціну при поверненні до Риму кардиналам, поціновувачам ювелірного мистецтва та античних артефактів.
Пограбування Риму 1527 року Челліні бачив на власні очі, бо був на боці захисників міста. Під час облоги Риму, коли стало зрозуміло, що місто захопили, Челліні знищив (за наказом папи) декілька ювелірних виробів, що разом важили близько 200 фунтів золота, для того, щоб вони не потрапили до рук загарбників. Але вберегти сам Рим від пограбування і руйнацій не вдалося. Розчарований Челліні покинув поруйнований Рим, як і більшість тогочасних митців.

## Сільничка
По поверненню Челліні до Риму, його меценатом став кардинал Іпполіто д'Есте з міста Феррара. За планом він мусив зробити келихи і тарелі зі срібла. У ювелірний комплект для кардинала входила і ювелірна сільничка. Коли Іпполіто д'Есте побачив модель майбутнього твору з воску, то вважав, що створити його неможливо через складність. Келихи і тарілі Челліні зробити встиг, а сільничку — ні. Кардинал передав срібний посуд як дипломатичний подарунок королю Франції, куди дістався і Челліні. Амбітний майстер, що зажадав прихильності французького монарха, і запропонував створити для нього ювелірну сільничку. Король і надав необхідні матеріали.

## Опис твору
Для створення сільнички ще в Італії була розроблена складна програма — сільничка алегоричними фігурами натякала на створення солі і перцю. Сіль надавало море (в особі Нептуна), а перець — земля (в особі богині Кібели). Ємністю для перцю і слугував золотий храм поряд з богинею землі. Ювелірно обробленим був і постамент, де у нішах-заглибинах Челліні розмістив алегоричні фігурки сезонів та пір доби (день, вечір,ніч, ранок). Для постаменту використано шматочок чорної деревини. Алегоричні фігури оголених Кібели та Нептуна з золота. Деякі деталі підкреслені використанням емалі. Постамент сільнички — 30 сантиметрів завдовжки, а її висота — двадцять шість сантиметрів. Те, що не було зроблене для кардинала, Челліні реалізував для короля Франції.
Челліні не втримається й у Франції через скандали з коханками, ризиковані сексуальні практики і судові позиви. Його шлях знову лежав на батьківщину.

## Провенанс
Не втрималась у Франції й ювелірна сільничка. Як дипломатичний подарунок вона потрапила у Австрію до Фердинанда Тірольського, де роками прикрашала замок Амбрас. За цей час встигли забути і історію її створення, і автора незвичного ювелірного виробу. Лише після створення у Відні Музею історії мистецтв сільничка 16 століття стала експонатом музейної колекції декоративно-ужиткового мистецтва.

## Кримінально-скандальна преса і сальєра
У травні 2003 року ювелірна сільничка несподівано стала персонажем кримінально-скандальної преси. Скориставшись ремонтом в Музеї історії мистецтв хтось знайшов слабину в охороні і викрав золоту сільничку. Був зафіксований якийсь сигнал, який охорона розцінила як фальшиву тривогу. Вранці другого дня прибиральниці сповістили про викрадення експонату. Уславлений твір, практично єдиний зі збережених ювелірних виробів Бенвенуто Челліні, був застрахований лише на половину власної ринкової вартості (у 50.000.000 євро). Аби віднайти шедевр 16 століття підключили поліцію і працівників Скотланд Ярду. Розшуки тривали три роки.
Про себе нагадав сам злочинець, що вимагав за твір 10.000.000 євро. Злочинця спіймали і викрадений твір до знищення встигли знайти в лісі біля міста Цветль в коробці зі свинцю. Преса сповіщала, що керівництво музею пропонувало грабіжнику лише 70.000 євро через надзвичайну мистецьку вартість твору, який не можливо офіційно, відкрито продати. Твір повернули в музей, а злочинець (Роберт Манг, 47 років) отримав судовий вирок у п'ять років ув'язнення. Злочинець відбув лише два роки і 10 місяців і був звільнений достроково.